# Пара махле
Пара махле или Парица е бивше село в България, слято през 1941 година с Борисово.
По време на Първата световна война, в началото на октомври 1916 година, край селото се водят боеве между български войски и румънски части, извършили десанта при Ряхово.
През декември 1934 година Пара махле е преименувано на Парица. Със заповед от 14 януари 1941 година Парица е слята с Борисово.